# Marco Konrad
Marco Konrad (* 18. Oktober 1974 in Höchstädt an der Donau) ist ein ehemaliger deutscher Fußballspieler und heutiger -trainer. Als Spieler des SSV Ulm 1846 sammelte er Erfahrung im Profibereich.

## Werdegang
Konrad begann mit dem Fußballspielen beim TSV Bissingen. Als Jugendlicher wechselte er zum TSV 1861 Nördlingen, ehe er kurzzeitig beim FC Gundelfingen in der Bayernliga (damals 4. Spielklasse) spielte.
1997 wechselte er zum damaligen Regionalligisten SSV Ulm 1846. Mit seinem neuen Verein stieg er unter Ralf Rangnick 1998 in die 2. Bundesliga auf. Dort kam er am ersten Spieltag, dem 2. August 1998, zu seinem Profidebüt, als er in der 73. Minute eingewechselt wurde. Am Ende der Saison standen 20 Spiele und der Aufstieg in die Bundesliga zu Buche. Dort kam er vier Mal zum Einsatz. Nach dem direkten Wiederabstieg blieb er in Ulm und kam in seinem dritten Profijahr auf 14 Einsätze.
Nach der Zeit beim SSV Ulm unterschrieb Konrad beim Regionalligisten SC Pfullendorf. Dort wurde der Defensivallrounder Stammspieler, ehe ihn 2004 ein Kreuzbandriss stoppte. Nach seiner Genesung gehörte er wieder zu den Leistungsträgern und wurde zum Mannschaftskapitän ernannt. Parallel zu seiner Karriere beim Drittligisten absolvierte er erfolgreich ein Sportmanagement- und Lehramtsstudium. Gegen Ende des Studiums gab er die Kapitänsbinde ab und machte erste Erfahrungen als Trainer im Jugendbereich des Klubs und auch die A-Lizenz. Zur Sommerpause 2010 kündigte er sein Karriereende an, um anschließend als Trainer für den FV Ravensburg tätig zu werden. Konrad fungierte dort auch als Spieler und stieg mit seiner Mannschaft in die Oberliga Baden-Württemberg auf. Von 2016 bis zum 30. Juni 2019 war er Trainer und Jugendkoordinator des SC Pfullendorf, den er wieder zurück in die Verbandsliga führte. Als Mitglied des Württembergischen Trainerlehrstabs bildete er knapp 5 Jahre Trainer aus und begleitete als DFB Stützpunkttrainer knapp 5 Jahre Talente im Bodenseebereich. Von März 2020 an war Konrad Trainer des bayerischen Regionalligisten FV Illertissen. Mit diesem gewann er 2022 den bayrischen Toto-Pokal, wurde aber im September 2022 entlassen. Im Mai 2021 schloss er seine Ausbildung zum Fußballlehrer erfolgreich ab. Im September 2023 übernahm Konrad die Position eines Co-Trainers bei der SpVgg Greuther Fürth.